# Wierne blizny
Wierne blizny – polski film obyczajowy z 1981 roku w reżyserii Włodzimierza Olszewskiego.

## Obsada
- Andrzej Precigs jako Chorąży Juszczak
- Bogusław Linda jako Miki, kolega Madejskiego
- Jadwiga Kuryluk jako Ciotka Madejskiego
- Lech Mackiewicz jako Polek
- Marian Opania jako Globus
- Adam Ferency jako Roman
- Jan Frycz jako Porucznik Stefan Madejski
- Ewa Błaszczyk jako Lenka
- Irena Kownas jako Żona Fuksa
- Laura Łącz jako Grażyna
- Stefan Paska jako Zacharuk, adiutant Madejskiego
- Jacek Bursztynowicz jako Porucznik Wachowiak, oficer śledczy
- Lech Łotocki jako Lolek Lewkowicz, kolega Madejskiego w KBW
- Jerzy Molga jako Major przesłuchujący Madejskiego
- Włodzimierz Maciudziński
- Andrzej Mrozek jako Sędzia na procesie Madejskiego
- Jacek Borkowski jako Porucznik "Wydra", dowódca oddziału
- Władysław Dewoyno jako Kręźlewicz, chłop z wioski
- Grzegorz Heromiński jako Urzędnik w komisji wojskowej (niewymieniony w czołówce)
- Tadeusz Teodorczyk jako Sędzia na procesie Madejskiego (niewymieniony w czołówce)
- Wirgiliusz Gryń jako Operator koparki